# Krzysztof Pawlina
Krzysztof Pawlina (ur. 20 sierpnia 1959 w Kiernozi) – polski duchowny rzymskokatolicki, poeta, profesor nauk teologicznych o specjalności teologia pastoralna. Od 2010 rektor Akademii Katolickiej w Warszawie. Prałat dziekan Kapituły Metropolitalnej Warszawskiej.

## Życiorys
Studia w zakresie teologii pastoralnej podjął na Katolickim Uniwersytecie Lubelskim. Pracę doktorską pt. Duszpasterstwo młodzieży w Polsce w latach 1945–89 na podstawie akt Komisji Episkopatu d/t Duszpasterstwa Młodzieży obronił na Wydziale Teologicznym KUL w 1992 roku. Tam też, 24 czerwca 1996 uzyskał habilitację na podstawie rozprawy pt. Nowa ewangelizacja i jej realizacja w Polsce po 1989 roku. 11 kwietnia 2003 otrzymał tytuł profesora nauk teologicznych. Specjalizuje się w teologii pastoralnej.
W latach 1992–1993 pełnił funkcję notariusza Kurii Metropolitalnej Warszawskiej, a w latach 1993–1996 był kapelanem kardynała Józefa Glempa – prymasa Polski. Od 2010 rektor Akademii Katolickiej w Warszawie (do 2020 – Papieski Wydział Teologiczny w Warszawie) i wikariusz biskupi ds. formacji duchownych w archidiecezji warszawskiej. W latach 1997–2010 pełnił funkcję rektora Wyższego Metropolitalnego Seminarium Duchownego św. Jana Chrzciciela w Warszawie. Był dyrektorem Specjalizacji Teologii Pastoralnej Papieskiego Wydziału Teologicznego w Warszawie.
15 maja 2020 został wybrany przewodniczącym Komitetu Nauk Teologicznych Polskiej Akademii Nauk na kadencję 2020–2023.

## Ważniejsze publikacje
- Młodzież i jej duszpasterze w czasach zniewolenia (1993)
- Nowa ewangelizacja w szkole (1994)
- Nowa ewangelizacja w parafii. Oratoria (1994)
- Jak młodym mówić o Bogu dziś ...: odpowiedzi młodzieży polskiej na Kwestionariusz rzymski (1995)
- Nowa ewangelizacja i jej realizacja w Polsce po 1989 roku (1995)
- W pracowni mistrza (1995)
- Apostołowie nowej ewangelizacji (1996)
- Młodzi z Janem Pawłem II u progu trzeciego tysiąclecia (1997)
- Żywe krzyże (1997)
- Droga, którą warto pójść (1997)
- Polska młodzież przełomu wieków (1998)
- Nie zmarnować młodości : rozważania dla młodzieży (2000)
- Jak pomóc temu pokoleniu? (2001)
- Droga, której szukam (2001)
- Kandydaci do kapłaństwa trzeciego tysiąclecia (2002)
- Młode wybory na dorosłe życie (2003)
- Jak zagospodarować młodość (2004)
- Nie zmarnować młodości (2004)
- Młodzież ciągle nie znana (2005)
- Pomiędzy pustynią a rajem (2005)
- Zdumienie człowiekiem (2006)
- Człowiek z odzysku: rozmyślania o Bogu i człowieku (2007)
- Aby umieć dobrze żyć (2008)
- Formacja do kapłaństwa w polskich seminariach (2008)
- Młodzież szkolna o swoich problemach (2010)
- Chwilę ocalić (2010)
- Wzmocnić wewnętrznego człowieka (2010)
- Na placu budowy Człowieka (2011)
- W Jezusowej szkole tańca (2012)[4]
- Miejsca, które bolą (2013)
- Znaki czasu dla Kościoła w Polsce (2014)
- Miłość się wzruszyła (2014)

## Odznaczenia i wyróżnienia
- 2006 – odznaczony Orderem Prymasowskim Ecclesiae populoque servitium praestanti[5]
- 2007 – odznaczony Srebrnym Medalem Zasłużony Kulturze Gloria Artis[6]